# كين واين
كين واين (بالإنجليزية: Ken Wayne)‏ هو ممثل أسترالي، ولد في 1925، وتوفي في 1993.

## وصلات خارجية
- كين واين على موقع IMDb (الإنجليزية)
- كين واين على موقع قاعدة بيانات الفيلم (الإنجليزية)